# Guajatacadam
De Guajatacadam in Puerto Rico ligt in het meer van Guajataca, dat een reservoir is, gelegen tussen de gemeenten San Sebastián, Quebradillas en Isabela.
De dam werd in 1929 gebouwd en het meer ontvangt water uit de rivier Guajataca. Het reservoir, dat door de United States Army Corps of Engineers werd gebouwd, levert water aan de inwoners van het noordwestelijke deel van Puerto Rico. Het reservoir geeft recreatieve mogelijkheden voor het gebied Guajataca (Guajataka), het meer is o.a. bevisbaar. De dam is eigendom van de Puerto Rico Electric Power Authority (PREPA, Spaans: Autoridad de Energía Eléctrica (AEE)).
Na de orkaan Maria in september 2017 dreigde de Guajatacadam, aan het noordelijke uiteinde van het meer, te bezwijken. De plaatselijke bevolking werd geëvacueerd.

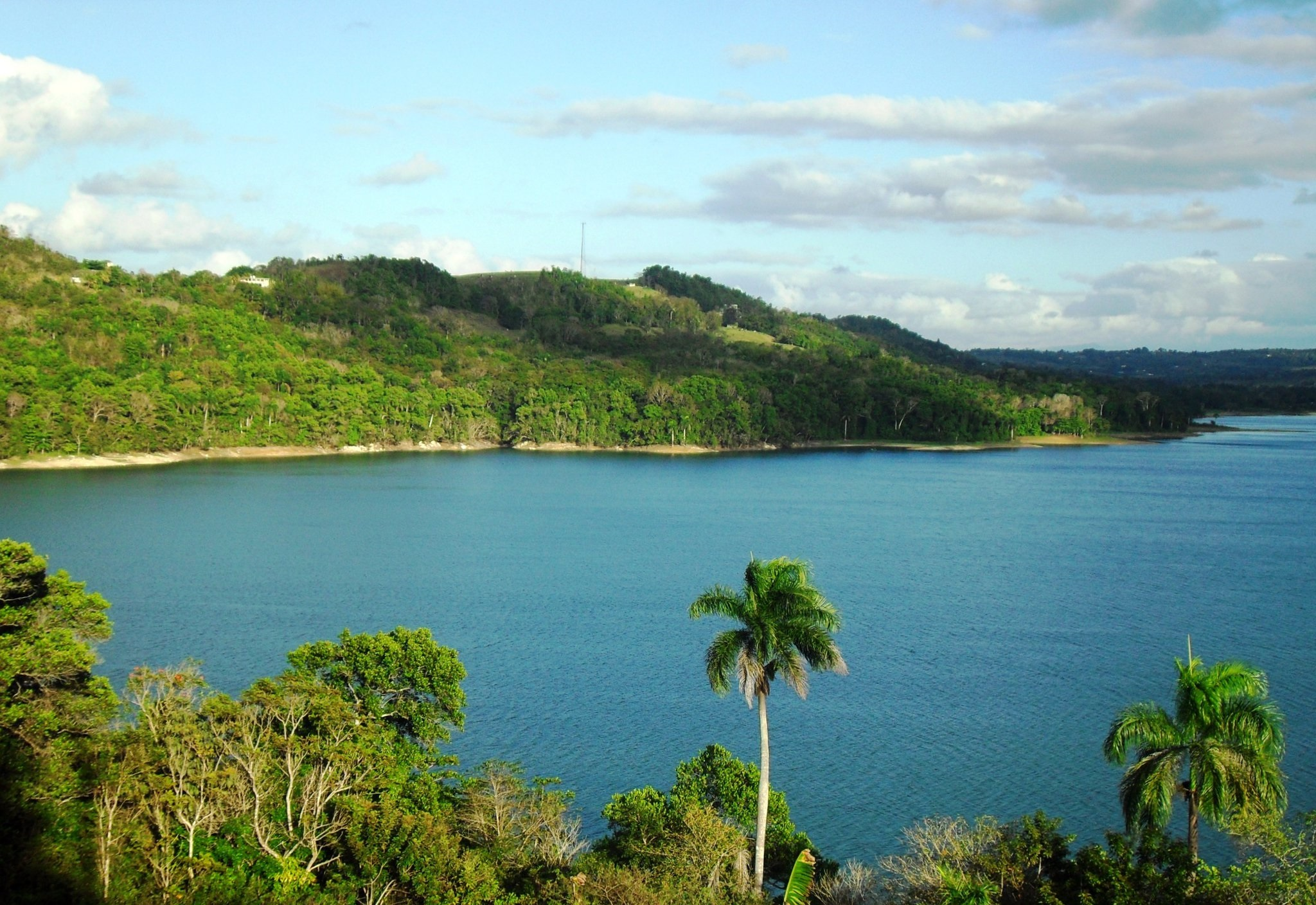
Meer van Guajataca